# Île Saint Georges
L'île Saint Georges ou Saint Georges Island est une île barrière des États-Unis d'Amérique dans le comté de Franklin, dans la région de Big Bend à l'extrémité est de la Panhandle de Floride. 

## Géographie

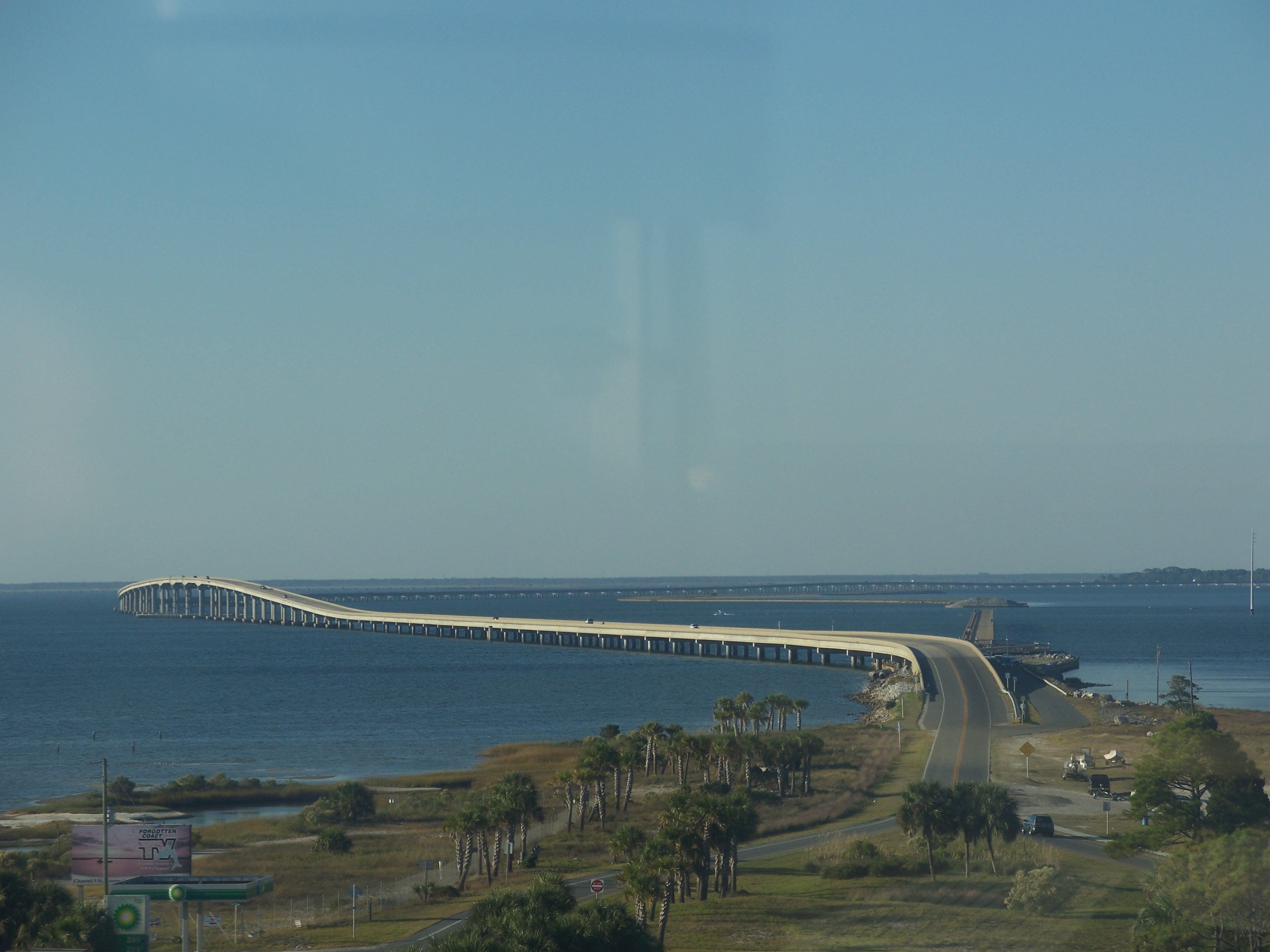
Route reliant l'île au continent

Située dans le nord du Golfe du Mexique, elle s'étend sur 45 km de longueur pour une largeur de 2 km à son point maximum. Elle est reliée par une route de 6,4 km à Eastpoint. Elle abrite dans l'est le parc d'État St. George Island. Le reste de l'île est occupée par des restaurants jouxtant la longue plage et des habitations réputées pour être les plus chères du golfe du Mexique. De nombreux logements sont loués durant les périodes estivales.

## Histoire
Entre les Xe et XVe siècles, elle est occupée par les indiens Creeks. Avec l'arrivée des colons européens dans la région à la fin du XVIIIe, débute une lutte intense pour son contrôle. En 1803, les Indiens la cèdent à la maison de commerce John Forbes and Company. Ses activités se développent assez rapidement et, en 1833, est construit un phare qui est détruit en 2005 lors d'un ouragan. Il a depuis été rétabli. 